# Syria na Letnich Igrzyskach Olimpijskich 1984
Syrię na Letnich Igrzyskach Olimpijskich 1984 reprezentowało 9 zawodników (sami mężczyźni). Był to szósty start reprezentacji Syrii na letnich igrzyskach olimpijskich.

## Zdobyte medale
| Medal  | Zawodnik      | Dyscyplina | Konkurencja | Rezultat                                                                  | Data        |
| ------ | ------------- | ---------- | ----------- | ------------------------------------------------------------------------- | ----------- |
| Srebro | Joseph Atiyeh | Zapasy     | do 100 kg   | W finale przegrał z reprezentantem Stanów Zjednoczonych Lou Banachem 0-4. | 11 sierpnia |

## Reprezentanci

### Boks
Mężczyźni
| Zawodnik             | Konkurencja     | 1/32             | 1/16             | 1/8              | Ćwierćfinał      | Półfinał         | Finał            | Finał   |
| Zawodnik             | Konkurencja     | Przeciwnik Wynik | Przeciwnik Wynik | Przeciwnik Wynik | Przeciwnik Wynik | Przeciwnik Wynik | Przeciwnik Wynik | Miejsce |
| -------------------- | --------------- | ---------------- | ---------------- | ---------------- | ---------------- | ---------------- | ---------------- | ------- |
| Mohamed Ali El-Dahan | waga półśrednia | BYE              | Künzler P 0-5    | NQ               | NQ               | NQ               | NQ               | NQ      |
| Naasan Ajjoub        | waga ciężka     | —                | Singh P 0-5      | NQ               | NQ               | NQ               | NQ               | NQ      |

### Podnoszenie ciężarów
Mężczyźni
| Zawodnik       | Konkurencja | Rwanie | Rwanie  | Podrzut | Podrzut | Razem  | Pozycja |
| Zawodnik       | Konkurencja | Wynik  | Pozycja | Wynik   | Pozycja | Razem  | Pozycja |
| -------------- | ----------- | ------ | ------- | ------- | ------- | ------ | ------- |
| Salem Ajjoub   | - 90 kg     | 135 kg | 23.     | 180 kg  | 20.     | 315 kg | 20.     |
| Abuaihuda Ozon | - 110 kg    | 145 kg | 9.      | 170 kg  | 11.     | 315 kg | 10.     |

### Skoki do wody
Mężczyźni
| Zawodnik          | Konkurencja              | Eliminacje | Eliminacje | Finał  | Finał   |
| Zawodnik          | Konkurencja              | Punkty     | Miejsce    | Punkty | Miejsce |
| ----------------- | ------------------------ | ---------- | ---------- | ------ | ------- |
| Alaeddin Soueidan | wieża 10 m indywidualnie | 317,78     | 25.        | NQ     | NQ      |

### Strzelectwo
Mężczyźni
| Zawodnik       | Konkurencja | Finał | Finał   |
| Zawodnik       | Konkurencja | Wynik | Miejsce |
| -------------- | ----------- | ----- | ------- |
| Mohamed Ragheb | skeet       | 185   | 38.     |

### Zapasy
Mężczyźni
styl wolny
| Zawodnik      | Konkurencja | Runda I          | Runda II         | Runda III        | Runda IV         | Runda V          | Runda VI         | Finał/BM         | Finał/BM |
| Zawodnik      | Konkurencja | Przeciwnik Wynik | Przeciwnik Wynik | Przeciwnik Wynik | Przeciwnik Wynik | Przeciwnik Wynik | Przeciwnik Wynik | Przeciwnik Wynik | Pozycja  |
| ------------- | ----------- | ---------------- | ---------------- | ---------------- | ---------------- | ---------------- | ---------------- | ---------------- | -------- |
| Mohamed Zayar | - 74 kg     | Bambe P 0-3      | Singh P 3-4      | NQ               | NQ               | NQ               | NQ               | NQ               | NQ       |
| Joseph Atiyeh | - 100 kg    | Pușcașu W 4-0    | Singh W 4-0      | Pikilidis W 4-0  | —                | —                | —                | Banach P 0-4     | srebro   |

Styl klasyczny
| Zawodnik               | Konkurencja | Runda I          | Runda II         | Runda III        | Runda IV         | Runda V          | Runda VI         | Finał/BM         | Finał/BM |
| Zawodnik               | Konkurencja | Przeciwnik Wynik | Przeciwnik Wynik | Przeciwnik Wynik | Przeciwnik Wynik | Przeciwnik Wynik | Przeciwnik Wynik | Przeciwnik Wynik | Pozycja  |
| ---------------------- | ----------- | ---------------- | ---------------- | ---------------- | ---------------- | ---------------- | ---------------- | ---------------- | -------- |
| Mohamed Moutei Nakdali | - 68 kg     | Goldstein W 12-0 | Szaban W 4-0     | Sipilä P 0-12    | Martinez P 7-9   | —                | —                | Streitler P 4-8  | 6.       |